# Життя Ісуса (фільм, 1997)
Життя Ісуса (фр. La Vie de Jésus) — дебютний повнометражний драматичний фільм режисера Брюно Дюмона 1997 року, у фокусі якого – погляд на життя безробітного підлітка із труднощами у навчанні, який зрештою скоюється до зґвалтувань та вбивств.
Французька прем'єра відбулася 4 червня 1997, бельгійська — 17 грудня 1997.
Роботу було відзначено премією Сазерленд Трофі Британського інституту кінематографії, премії Жана Віго та Європейського відкриття року на «European Film Awards», а також удостоєно спеціальної згадки Золота камера у Каннах.
Вибір назви для фільму не пояснюється.

## Сюжет
Дія фільму розгортається у містечку Баєль (рідному містечку режисера).
Головний герой – безробітний юнак Фредді, хворий на епілепсію. Він живе зі своєю матір’ю, яка керує невеликим баром. Має романтичні стосунки із дівчиною Марі, яка працює у міському супермаркеті.
Час, коли він не в лікарні, витрачає, щоб вештатися з іншими чотирма неробами (шостий член банди помирає від СНІДу в лікарні). Ці п’ятеро є членами чоловічого маршового оркестру, у якому також є жіноча група мажореток, й одного разу після репетиції вони групою зґвалтували одну з дівчат. Її батько публічно засуджує їх як боягузливих ґвалтівників. Марі, обурена поведінкою Фредді, погоджується на залицяння Кадера, хлопця-емігранта з північноафриканської родини. Розлючений Фредді із своєю бандою відкривають полювання на адера, а спіймавши, Фредді забиває його ногами до смерті. Інспектор поліції засуджує його як боягузливого вбивцю-расиста.

## У ролях
- Девід Душ — Фредді, безробітний підліток
- Маржори Коттрель — Марі, касира супермаркету, подруги Фредді
- Кадер Шаатуф — Кадер
- Себастьєн Дельбаер — Жеже
- Самюель Буаден — Мішу
- Стів Смагг — Робер
- Себастьєн Бейьоль — Кенкен
- Женевьева Коттреель — Іветта, мати Фредді

## Знімальна команда
- Режисер — Брюно Дюмон
- Сценарій — Бруно Дюмон
- Музика — Рішар Кювільє
- Оператор — Філіпп ван Леу
- Монтаж — Ів Дешам та Гі Лекорн
- Художник — Фредерік Суше
- Костюми — Наталі Рауль та Ізабель Санчес
- Продюсери — Рашид Бушареб та Жан Бреа
- Виробничі компанії: 3B Productions, Norfilm, Регіональний центр аудіовізуальних ресурсів (CRRAV)/Pictanovo Nord-Pas-de-Calais

## Виробництво
Режисер Брюно Дюмон підтвердив, що для знімання несимульованої сцени сексу між персонажами Фредді та Марі, були залучені порноактори. «Головних акторів замінили дублери. Мені це не подобалося, щодо них. Якби вони погодилися, і я б погодився. Сьогодні не став би. У всіх інших моїх фільмах все фейк, це кіно», сказав він.

## Випуск домашнього відео
- 21 липня 2008 — La vie de Jésus – Director-approved Masters of Cinema Series edition — вийшов у Великій Британії
- 2019 — La vie de Jésus – Director-approved special edition in Blu-Ray and DVD formats — вийшов колекцією Criterion[6]

## Нагороди
- 1997 — Каннський кінофестиваль — переможець у категорії «Золота камера (особливий приз)»
- 1997 — Європейська кіноакадемія — переможець у категорії «Європейське відкриття року» (Бруно Дюмон)
- 1997 — Александрійський міжнародний кінофестиваль — перемога у номінації «Найкращий перший художній фільм»
- 1997 — Приз Жана Віго — перемога у номінації «Найкращий художній фільм»
- 1997 — Фестиваль середземноморського кіно у Валенсії — Перемога (Золота пальма)
- 1997 — Лондонський кінофестиваль — перемога у номінації «Найкращий фільм»
- 1997 — Единбурзький міжнародний кінофестиваль — перемога у номінації «Найкращий новий міжнародний художній фільм»
- 1998 — Сезар — номінація у категорії «Найкраща дебютна робота» (Бруно Дюмон)
- 1998 — Приз Мішеля Симона фестивалю Les acteurs à l' екран (Сен-Дені) — Марджорі Коттріл[7]